# Battaglia di Mbororé
La battaglia di Mbororé, avvenuta attorno all'11 marzo del 1641, fu uno scontro bellico tra i guaraní che abitavano le riduzioni gesuite e i bandeirantes, esploratori e avventurieri portoghesi il cui centro d'azione era stabilito a San Paolo. I fatti bellici si svolsero sul fiume Uruguay, nelle vicinanze del colle chiamato cerro Mbororé, ubicato nell'attuale municipio di Panambí, nella provincia argentina di Misiones.

## Antecedenti storici

### Schiavismo e inizio dellebandeiras
Il 22 gennaio 1554 il gesuita padre José de Anchieta fondò nei territori che il Trattato di Tordesillas aveva affidato ai Portoghesi il Collegio di San Paolo di Piratininga, originando così il nucleo attorno al quale sarebbe sorta la città di San Paolo. Il sito, nel quale si scoprirono scarse risorse d'argento, attirò subito gli appetiti di avventurieri che decisero di installarsi nella zona. A questi si aggiunsero disertori e naufraghi di diversa provenienza; la scarsità di donne europee diede origine nella zona ad un grande meticciato etnico.
Alla fine del XVI secolo, intanto, la costa atlantica brasiliana era già intensamente sfruttata dalle piantagioni di canna da zucchero e dagli allevamenti, che avevano un enorme bisogno di manodopera a basso costo; per questo gli schiavi provenienti dall'Africa erano il perno su cui si reggeva l'intera economia della zona.
All'inizio del XVII secolo gli Olandesi cominciarono ad apparire sulle coste del Brasile con l'intenzione di impossessarsene. Attraverso la pirateria iniziarono il loro controllo sulla navigazione delle coste atlantiche perturbando seriamente il mercato degli schiavi. In questo contesto i grandi possidenti portoghesi rivolsero le loro mire schiavistiche agli indios dell'entroterra. Nello stesso tempo, a causa della scarsità di argento, oro e pietre preziose trovata nella regione del Piratininga gli abitanti di San Paolo cominciarono a penetrare verso l'interno in cerca di fortuna; nelle loro incursioni catturarono così i primi indios, rivendendoli ad un buon prezzo ai grandi proprietari terrieri portoghesi di São Vicente, allora sede della capitania.
Si cominciarono così a organizzare le bandeiras, spedizioni per catturare schiavi; queste incursioni erano dirette come una vera e propria impresa commerciale dai settori dirigenti di San Paolo ed erano condotte da mamelucos (figli di europei ed indigene), indigeni tupi e avventurieri stranieri sbarcati in Brasile in cerca di fortuna. Nella loro avanzata in Occidente le bandeiras oltrepassarono i non ben definiti confini imposti dal Trattato di Tordesillas e penetrarono violentemente nei territori del Viceregno del Perù, diventando di fatto l'avanguardia dell'espansione portoghese nei territori spagnoli.

### Primi attacchi alle Missioni gesuite
Nella loro costante ricerca di schiavi i bandeirantes paulisti giunsero nelle zone orientali del Guayrá proprio mentre i padri della Compagnia di Gesù iniziavano la loro opera di evangelizzazione degli indios guaraní. Le migliaia di indigeni privi di intenti bellicosi e già abili in diverse mansioni concentrati nelle Missioni gesuite non potevano che fare gola agli schiavisti, tanto più se si pensa al fatto che queste popolazioni erano del tutto indifese militarmente. Negli anni tra il 1628 e il 1631 i capi bandeirantes Antonio Raposo Tavares, Manoel Preto e Antonio Pires ordinarono le incursioni nelle missioni del Guayrá catturando migliaia di schiavi venduti poi a San Paolo; gli indigeni catturati che non erano in grado di marciare erano considerati inabili al lavoro e spesso soppressi sul posto. In queste incursioni furono uccisi o fatti schiavi almeno 60 000 indios battezzati. Fino all'anno 1632 si produsse un esodo forzato verso sud di 10 000 guaraní delle missioni che lasciarono di fatto spopolata la regione del Guayrá. Da parte loro i bandeirantes continuarono la loro avanzata verso ovest, attaccando le riduzioni della regione di Itatín nel 1632 e in seguito quelle della regione di Tapé tra il 1636 e il 1638.

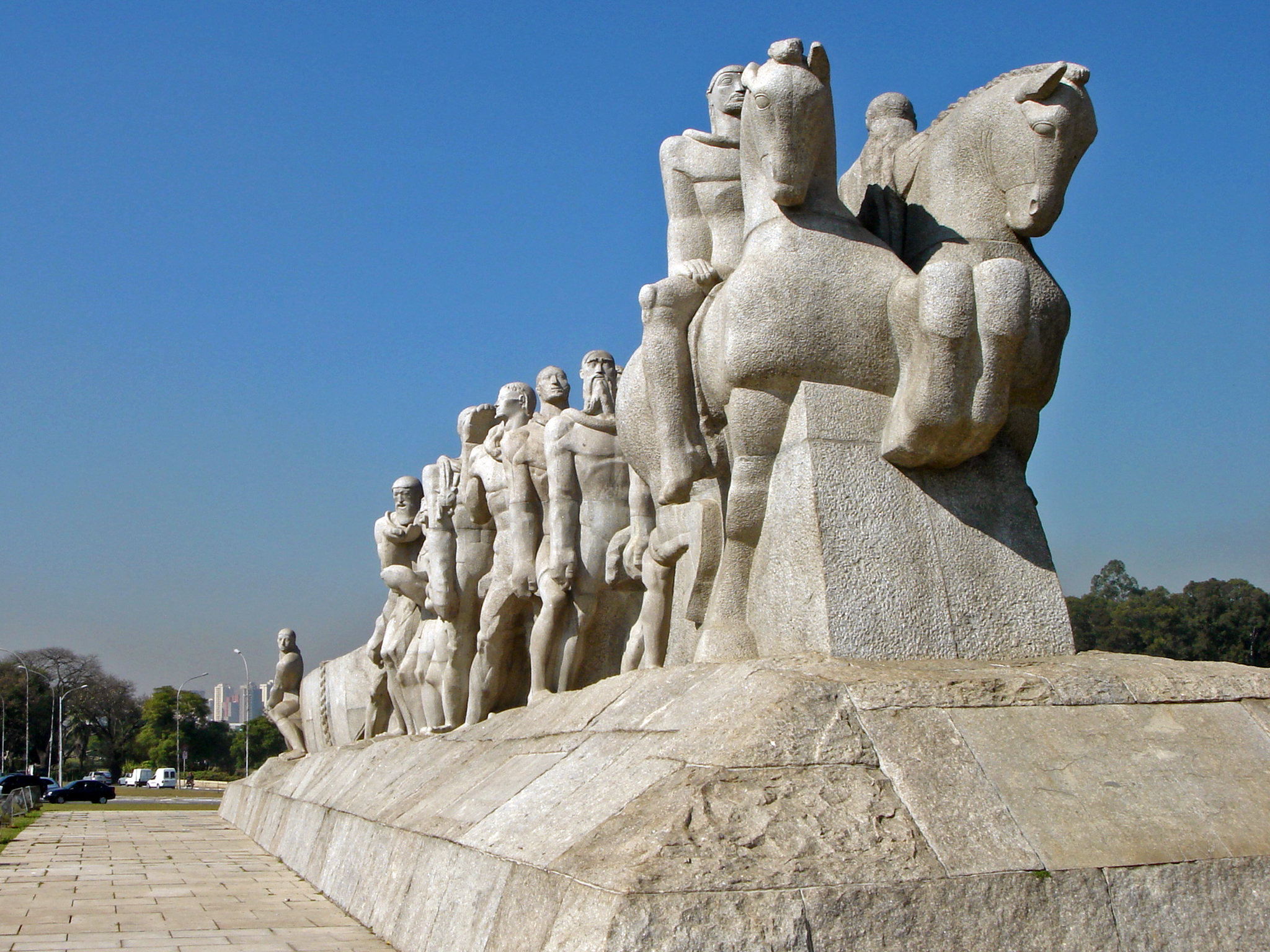
San Paolo - Monumento ai bandeirantes

## La difesa delle Missioni gesuite

### La missione di padre Montoya presso la Corona spagnola
Le incursioni dei bandeirantes avevano lasciato una scia di esodi di intere città, migliaia di morti, famiglie distrutte, orfani, vedove e carestie. Per i padri gesuiti e i principali cacique non esisteva altra soluzione che quella di dare battaglia ai paulisti, ma per farlo si sarebbe dovuto dare in mano ai guaraní delle armi da fuoco, e ciò sarebbe stato un grandissimo rischio per le autorità spagnole. Nel 1638 i padri Antonio Ruiz de Montoya e Francisco Díaz Taño partirono per la Spagna con l'obbiettivo di informare il re Filippo IV di Spagna sui drammatici eventi accaduti nelle missioni. Le raccomandazioni di padre Montoya furono accolte dal re, che in quel momento possedeva anche la corona del Portogallo; il sovrano inviò una serie di Cedole Reali nelle Americhe perché fossero eseguite. Con la Cedola Reale del 21 maggio 1640 si permise ai guaraní di usare armi da fuoco per la propria difesa, previa autorizzazione del Viceré del Perù. Per questo motivo padre Montoya partì quindi per Lima con lo scopo di continuare laggiù la gestione della fornitura delle armi.

### Lo scontro di Apóstoles de Caazapaguazú
I padri gesuiti non aspettarono l'esito delle missioni di padre Montoya: davanti al pericolo che i bandeirantes oltrepassassero il fiume Uruguay il Padre Provinciale Diego de Boroa, con l'assenso del nuovo Governatore di Asunción e della Audiencia Reale di Charcas, decise di fornire armi da fuoco e istruzione militare alle truppe dei missionari.
Alla fine di dicembre del 1638 padre Diego de Alfaro risalì il fiume Uruguay alla testa di truppe guaraní armate e militarmente addestrate con lo scopo di recuperare indigeni ed eventualmente affrontare i bandeirantes che percorrevano la regione. Dopo qualche piccolo scontro dal risultato incerto alle truppe di padre Alfaro si aggiunsero altri 1 500 indigeni comandati da padre Pedro Romero; si formò così un vero e proprio esercito missionario di 4 000 elementi armati ed addestrati. Le truppe guaraní giunsero nei pressi della distrutta riduzione di Apóstoles de Caazapaguazú, dove i bandeirantes si erano rifugiati dopo una serie di sconfitte parziali; lo scontro armato, avvenuto il 7 gennaio 1639, fu subito favorevole alle forze delle Missioni. I paulisti, vista la mal parata, chiesero la pace come espediente per guadagnare tempo e fuggire precipitosamente.

### I Paulisti preparano il contrattacco
I bandeirantes, umiliati nel campo di battaglia di Caazapaguazú, tornarono a San Paolo meditando vendetta. Nello stesso tempo a metà del 1640 arrivò in città padre Francisco Díaz Taño, reduce dalle sue ambasciate a Madrid e a Roma; portava con sé Cedole Reali e Bolle Pontificie che condannavano duramente le bandeiras e il traffico di indigeni.
I due fatti concomitanti produssero una violenta reazione nella Camera Municipale di San Paolo: di comune accordo con i finanziatori delle bandeiras questa espulse tutti i gesuiti che si trovavano nella città. Inoltre organizzò un'ulteriore spedizione, guidata da Manuel Pires, composta da 450 uomini armati di archibugio e da 2 700 indios tupi dotati di archi e frecce su 700 canoe; l'obbiettivo era quello di investire le riduzioni occidentali dell'Uruguay e del Paraná, distruggerle e catturare quanti più indios fosse possibile.

## Lo scontro di Mbororé

### Preparativi della battaglia
Quando la notizia della spedizione giunse nelle Missioni i gesuiti si apprestarono a costituire un esercito di 4 200 guaraní armati di archi, frecce, fionde pietre e 300 archibugi; inoltre furono approntate 100 canoe armate di moschetto e coperte per evitare le frecce e le pietre dei tupi; disponevano inoltre di alcuni cannoncini artigianali costruiti in canna e ricoperti di cuoio. L'istruzione militare fu a carico di tre fratelli gesuiti che erano stati in precedenza militari (Juan Cárdenas, Antonio Bernal e Domingo Torres), mentre il comando generale delle forze fu affidato su disposizione del Padre Provinciale Diego de Boroa al padre Pedro Romero, principale artefice della vittoria di Caazapaguazú, coadiuvato dal Padre Superiore Claudio Ruyer, che seguiva le operazioni dal villaggio di San Nicolás perché infermo. I guaraní furono organizzati in compagnie, al comando di ognuna delle quali fu posto un capitano. Il ruolo di Capitano generale fu affidato al cacique del villaggio di Concepción, Nicolás Ñeenguirú; lo seguivano al comando il cacique della riduzione di Nuestra Señora de la Asunción del Acaraguá, Ignacio Abiarú, il cacique della riduzione di San Nicolás, Francisco Mbayroba, ed il cacique del villaggio di San Javier, Arazay.
La riduzione di Nuestra Señora de la Asunción del Acaraguá, ubicata sulla riva destra dell'Uruguay presso un'ansa vicina allo sbocco dell'affluente Acaraguá, fu spostata per precauzione più a valle, alla confluenza tra il torrente Mbororé e l'Uruguay stesso, diventando il quartier generale dell'esercito delle Missioni. Simultaneamente furono stabiliti vari posti di guardia sulla riva destra del fiume fino alle cascate del Moconá; un corpo di guardia armato fu posto nella missione abbandonata ai comandi del gesuita padre Pedro Mola.

### L'avanzata dellabandeira

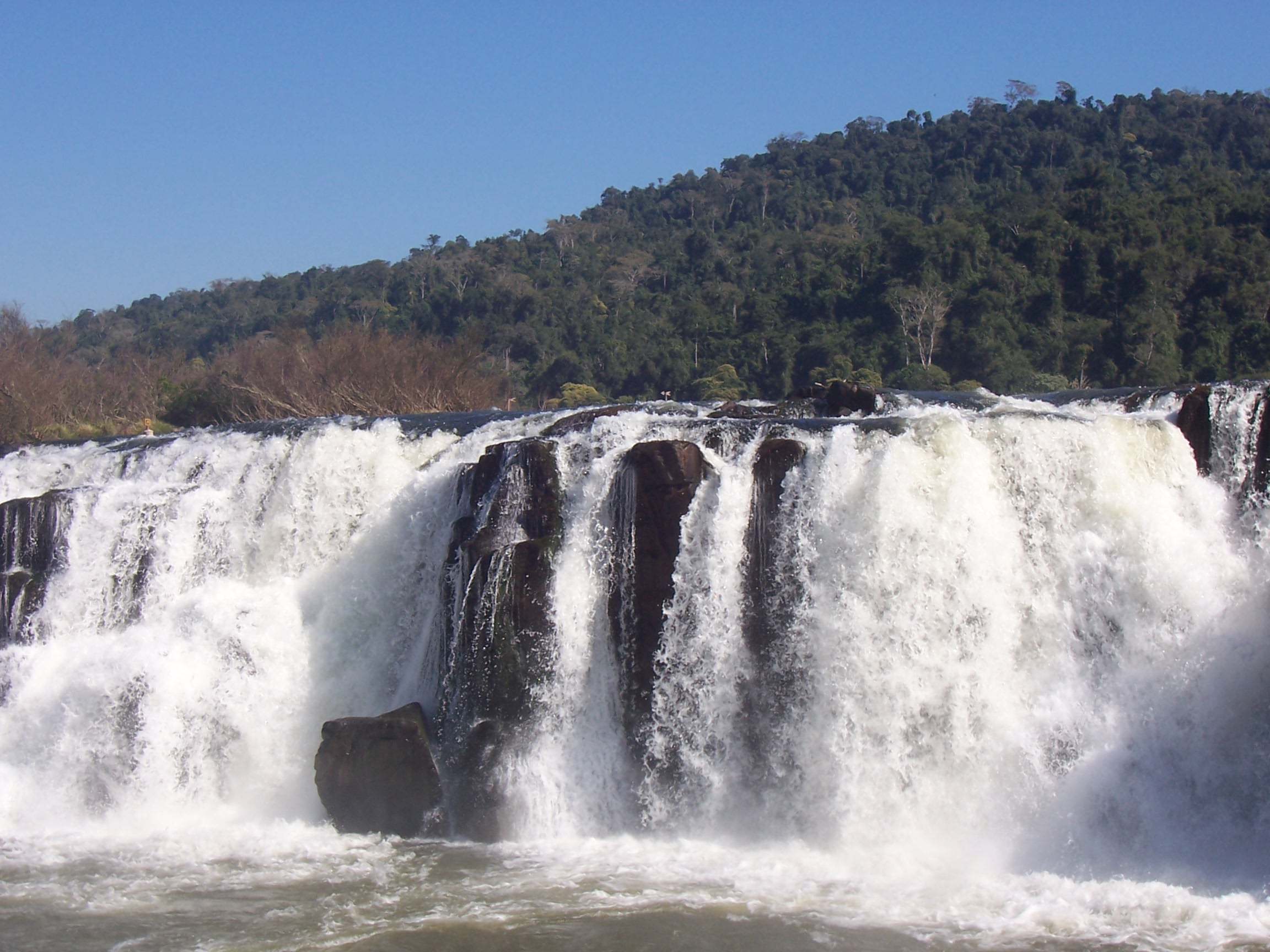
Cascate del Moconá

Le forze bandeirantes si mossero nel settembre del 1640 al comando di Manuel Pires e Jerónimo Pedrozo de Barros. Oltrepassato il fiume Iguazú stabilirono l'accampamento principale sull'Apeteribí, un affluente dell'Uruguay, dove costruirono delle palizzate in previsione del futuro bottino di schiavi. Sceso l'affluente, arrivarono così all'Uruguay, dove posero un secondo accampamento; mentre il grosso della spedizione si installava in questo luogo, un'avanguardia discese il fiume fino alla confluenza con l'Acaraguá, dove trovò la missione completamente abbandonata e cominciò a compiere le prime opere di fortificazione, prima di tornare presso il grosso della truppa per avvisare della sicurezza del luogo. Il sito era stato abbandonato solo pochi giorni prima dal corpo di guardia guaraní che, saputo dell'arrivo dei paulisti, era ridisceso al Mbororé per ricongiungersi con il grosso dell'esercito.

### La battaglia

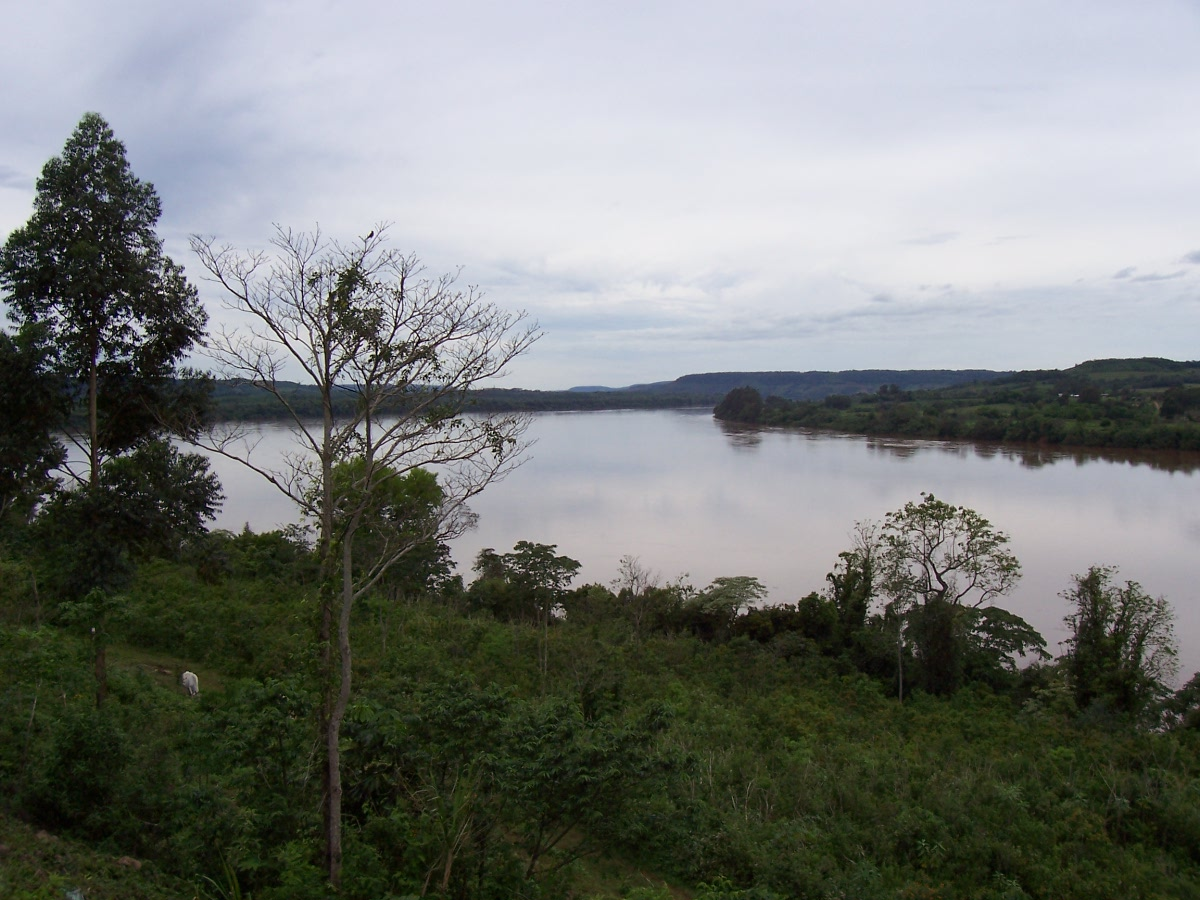
Il fiume Uruguay nei pressi di Panambí

L'esercito delle Missioni aveva capito la vicinanza dei bandeirantes dopo che una piena del fiume aveva fatto giungere al corpo di guardia nella riduzione dell'Acaraguá un gran numero di canoe e di frecce. Il Padre Superiore Claudio Ruyer aveva così mandato 2 000 uomini verso la missione; qui furono informati dell'imminente arrivo dei portoghesi da alcuni indios che erano riusciti a fuggire. Si decise perciò il ripiegamento verso il fiume Mbororé, inviando solo in seguito una piccola missione di sentinella sull'affluente Acaraguá, comandata dal gesuita padre Cristóbal Altamirano. Il 25 febbraio 1641 partirono da qui otto canoe in missione di ricognizione; dopo poche ore di navigazione incontrarono le canoe della bandeira che scendevano silenziosamente il fiume. Subito le veloci canoe dei tupi si gettarono al loro inseguimento, ma, arrivati all'Acaraguá, i guaraní ricevettero rinforzi e misero in fuga le canoe nemiche. Poco lontano di lì il grosso della spedizione portoghese, temendo un'imboscata, aprì il fuoco. Il primo scontro fu interrotto da un acquazzone che si abbatté sulla zona, obbligando entrambi gli schieramenti a cercare riparo; il padre Altamirano ne approfittò per raggiungere il quartier generale sul Mbororé ed avvisare della situazione.
Quando il giorno seguente i bandeirantes si apprestarono ad attaccare il posto avanzato sull'Acaraguá si trovarono di fronte 250 guaraní comandati da Ignacio Abiarú che, dopo due ore di battaglia, riuscirono a metterli in fuga. Padre Altamirano comprese che l'esercito delle Missioni avrebbe dovuto cercare una grande battaglia conclusiva in un posto che potesse fornire un vantaggio tattico; la confluenza tra l'Uruguay e il Mbororé, con le sue sponde composte da muraglie impenetrabili di vegetazione, sarebbe stato il posto giusto. L'esercito delle Missioni si ritirò così più a valle nel fiume dopo aver distrutto tutto ciò che sarebbe servito al nemico, aspettando l'arrivo dei portoghesi; questi ultimi, con provviste ormai ridotte e timorosi delle imboscate, dopo un paio di tentativi di scendere lungo la corrente subito interrotti, si decisero il giorno 11 marzo ad attaccare. Si trovarono così di fronte i 4 500 uomini delle missioni armati e pronti all'evento; le sorti del conflitto furono subito segnate, e i paulisti furono costretti all'imbrunire ad una precipitosa ritirata in un accampamento di fortuna, dove cominciarono a costruire palizzate per difendersi.
Durante i giorni seguenti i guaraní, sapendo i nemici allo stremo e privi di provviste, evitarono l'attacco diretto alle fortificazioni; il 16 marzo stracciarono una lettera di resa che i bandeirantes avevano fatto loro pervenire. Un tentativo dei paulisti di rompere l'accerchiamento risalendo l'Uruguay fino alla fortificazione della missione dell'Acaraguá da loro approntata in precedenza si risolse in un disastro, visto che 2 000 uomini delle Missioni si erano appostati a monte, allo sbocco dell'affluente Tabay, per impedire loro la fuga.
Senza più possibilità di dare battaglia, disgregati dai contrasti interni e dalle diserzioni, i bandeirantes tentarono così una disastrosa fuga verso la selva, con l'obbiettivo di risalire alle cascate del Moconá; i pochi superstiti si rifugiarono alla fine nelle fortificazioni approntate precedentemente sull'Apeteribí. L'esercito delle Missioni tornò sul Mbororé per celebrare la vittoria con un Te Deum.

### La seconda campagna militare
Alla fine del 1641 San Paolo inviò una bandeira di soccorso ai superstiti asserragliati nel fortino; questa nuova spedizione scese in seguito fino allo sbocco sull'Uruguay dell'affluente di destra Yabotí, dove cominciò a costruire canoe. Informati dalle spie, una pattuglia delle Missioni, comandata da Ignacio Abiarú, attaccò nel 1642 la postazione avanzata dei paulisti, che cercarono aiuto nel fortino sull'Apeteribí. Alla fine anche questa postazione fu attaccata dai guaraní, i quali costrinsero i bandeirantes ad una penosa fuga nella foresta inseguiti dai nemici, dagli indios delle selve e dalle fiere.

## Conseguenze
Le conseguenze della battaglia di Mbororé furono il consolidamento delle riduzioni gesuite e il freno all'avanzata portoghese nei territori della Corona spagnola.
I gesuiti ottennero il permesso di formare proprie milizie. Questo aumentò l'autonomia delle missioni, che prosperarono ancora per più di un secolo, ma paradossalmente fornì anche il pretesto per l'espulsione dei gesuiti dal Sudamerica nel 1767.